# Forêt de Bois Blanc (Charente)
Die Forêt de Bois Blanc ist ein Domänenforst im Département Charente in der französischen Region Nouvelle-Aquitaine. Das Waldgebiet liegt rund zehn Kilometer östlich der Präfektursstadt Angoulême.

## Geschichte

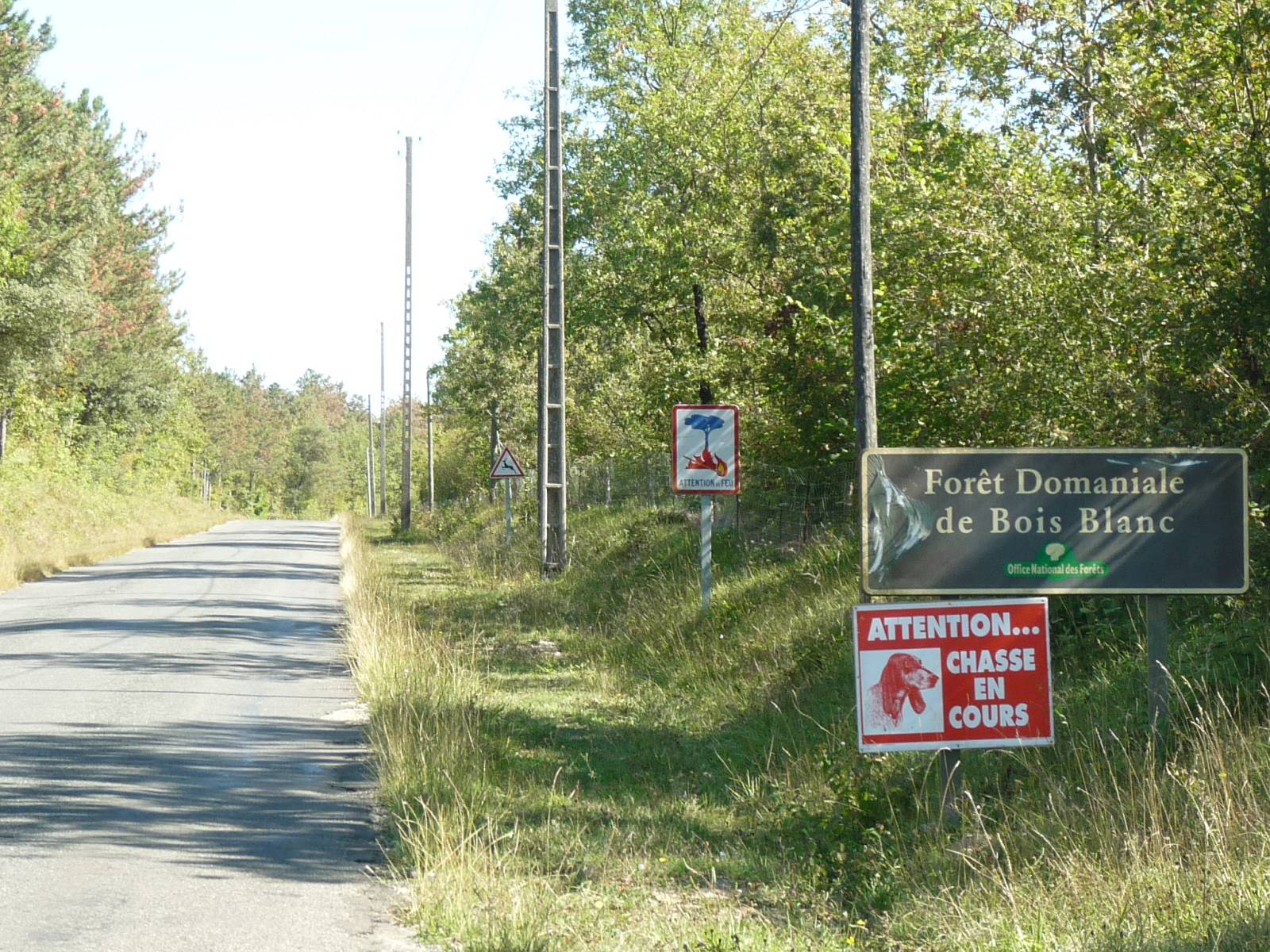
Die Forststraße Montbron in der Forêt de Bois Blanc

Die Bezeichnung Bois Blanc besteht erst seit der Mitte des 15. Jahrhunderts. Zuvor hieß der Forst Romegos oder Romegoux. Das gallische Wort Ro oder Rou verweist auf eine in der Nähe gelegene Wasserstelle.
Vor dem 12. Jahrhundert war der Forst noch Teil des riesigen Waldgebiets mit Namen Gros Bosc (das Kloster Grosbois erinnert heute noch hieran), das später durch Rodungen in die Forêt de la Braconne, die Forêt de Dirac und die Forêt d’Horte unterteilt wurde.
In einem im Jahr 1674 von Louis de Froidour de Sérizy ausgestellten Protokoll zur Gesundung der Forêt de la Braconne und des Bois Blanc werden der Bois Blanc bzw. die Forêt de Romegoux im Untertitel erwähnt. Das Dokument empfiehlt, den Bois Blanc mit denselben Bäumen wie in der Forêt de la Braconne zu bepflanzen. 
Im Buch der Herrensitze (Liber feodorum) des Guillaume de Blaye, Bischof von Angoulême zwischen 1273 und 1307, erscheinen die Namen Ramegos, Romegotz und Romegoz.
Mit der Französischen Revolution wechselte der Domänenforst in den Staatsbesitz über. 

### Römerstraßen
Die Forêt de Bois Blanc wird von zwei antiken Straßen durchquert:
- dem Chemin des Anglais – einer Römerstraße von Angoulême nach Limoges, die über Touvre, Pranzac und Vilhonneur verläuft. Sie fungiert jetzt als Forststraße von Touvre im Westen nach Le Quéroy (Gemeinde Mornac) im Osten. Vor dem 20. Jahrhundert war sie die offizielle Verbindung von Angoulême nach Montbron, ehe die heutige über Mornac verlaufende Straße gebaut wurde (D 699).[3]
- dem Chemin ferré, auch La Chaussade genannt – einstige Römerstraße von Périgueux nach Poitiers. Sie folgt von Le Puy-de-Nanteuil kommend der Ostseite des Bois Blanc über die D 113, weiter entlang der Gemeindegrenze zwischen Chazelles und Garat und sodann über einen Weg in Richtung La Bourlie und Bouëx.

Die beiden Straßen kreuzen sich am Waldrand bei Gros Chêne nahe Le Quéroy. Hier wurde auch eine gallo-römische Ruine entdeckt, von der aber nicht viel mehr als Keramikreste erhalten waren.

### Sprachgrenze
Durch die Forêt de Bois Blanc verläuft die Sprachgrenze zwischen dem Saintongeais im Westen (Gemeinden Touvre, Mornac und Garat) und dem Okzitanischen im Osten (Le Quéroy und Bouëx).

## Geographie
Der 703 Hektar große Forst befindet sich im Osten von Angoulême südlich der Départementsstraße D 699 nach Montbron. Er bildet Teil der Gemeinden Touvre, Mornac, Garat und Bouëx. 
Der 4 Kilometer lange und etwa 2 Kilometer breite Forêt de Bois Blanc bedeckt ein Kalkplateau, das sich zwischen dem Tal des Bandiats im Osten und den Sources de la Touvre unmittelbar im Westen heraushebt. Das Plateau kulminiert auf 164 Meter über Meereshöhe im Zentrum, reicht aber im Westen auf 70 Meter herunter. Im Zentralteil wird es von einem Ostnordost-Westsüdwest-streichenden Trockental durchquert, dem die Bahnlinie Angoulême-Limoges folgt. Nach Norden wird der Forst vom Forêt de la Braconne durch ein weiteres Nordost-streichendes Trockental abgetrennt. Durch dieses wesentlich breitere Tal verläuft die D 699 von Angoulême nach Montbron und in ihm befindet sich auch der Ortskern der Gemeinde Mornac.

## Geologie

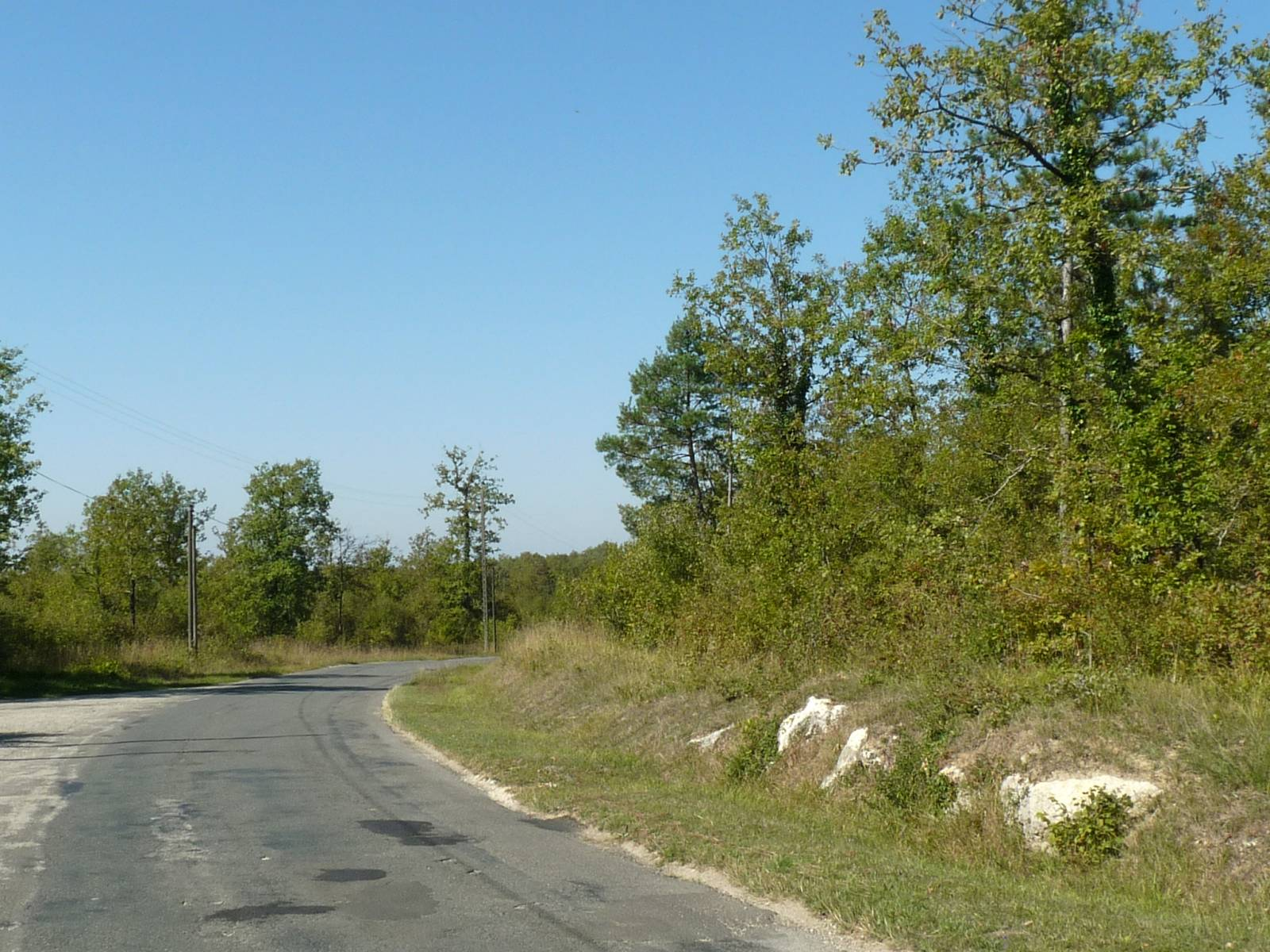
Straße im Bois Blanc, rechts anstehender Jurakalk

Wie auch die benachbarte Forêt de la Braconne im Norden bedeckt der Domänenwald ein Karstplateau aus Jurakalken – den Karst von La Rochefoucauld. Der Karst wird von vielen tektonisch bedingten Brüchen durchzogen. An seiner Basis strömen die Sickerwässer von Bandiat und Tardoire nach Westen in Richtung Sources de la Touvre – der zweitgrößten Auftriebsquelle Frankreichs nach der Fontaine de Vaucluse.
Die angetroffene flach liegende Schichtfolge bildet Teil des nordöstlichen Aquitanischen Beckens. Am Westrand des Bois Blanc werden entlang der Échelle Einfallswinkel von 5 Grad nach Westen oder Südwesten registriert. Das Schichtpaket besteht aus mehr als 130 Meter mächtigem Oxfordium sowie aus 30 bis 40 Meter mächtigem unteren Kimmeridgium. Die sehr harten Kalke des Oxfordiums sind in Rifffazies ausgebildet, wohingegen das untere Kimmeridgium tonig bzw. mergelig auftritt. Das untere Kimmeridgium erscheint entlang dem Nord-, West- und Südrand des Bois Blanc sowie in einem kleinen, Nordwest-streichenden Einsackungsgraben südlich von Le Quéroy.
Erwähnenswert sind die Grottes du Quéroy am Ostrand des Bois Blanc. Der Höhleneingang wird hier von Karren umgeben.
Weitere der Verkarstung geschuldete Geländeformen sind:
- kleine Dolinen wie beispielsweise Lac Coquet, Lac Perrot und Lac de la Latte. Es handelt sich hier um keine Seen, sondern um maximal 5 Meter im Durchmesser messende Einsturzstrukturen, deren Tonverfüllung das Regenwasser zurückhält.
- kleine, maximal 3 Meter große, so genannte Gouffres – ebenfalls EInsturzstrukturen ohne weitere Bedeutung.

Im Gegensatz zum Forêt de la Braconne besitzt der Bois Blanc keine Fosses mit Ausnahme des Trou de Mazart bei Trotte-Renard, der seinem Entdecker 1934 das Leben kostete.

## Ökologie
Die Forêt de Bois Blanc ist unter Natura 2000 mit der Forêt de la Braconne zu einem 4.588 Hektar großen Schutzgebiet zusammengefasst.
Vom ursprünglichen Bewuchs auf den tiefgründigen tonig-kalkigen Böden sind noch Teile vorhanden. Dieser gehört zum Typus des atlantischen Eichenwaldes, der sich zu 70 Prozent aus Traubeneiche (Quercus petraea), Stieleiche (Quercus robur) und anderen Eichenarten (wie beispielsweise  Flaumeiche Quercus pubescens und Stein-Eiche Quercus ilex) und zu 30 Prozent aus Arten wie Hainbuche, Feldahorn, Französischer Ahorn, Linde und Obstbäumen aufbaut. Diese Assoziation wurde dann mehr und mehr durch Nadelhölzer (Schwarzkiefer Pinus nigra und Waldkiefer Pinus sylvestris) ersetzt. Seit 25 Jahren werden jedoch große Anstrengungen unternommen, diese Nadelhölzer auf Böden geringer Qualität so weit wie möglich wieder zu verdrängen. Neu gepflanzt werden jetzt Buchen, Nordmann-Tanne, Atlas-Zeder, aber auch nach wie vor Schwarzkiefern.

## Fernwanderwege

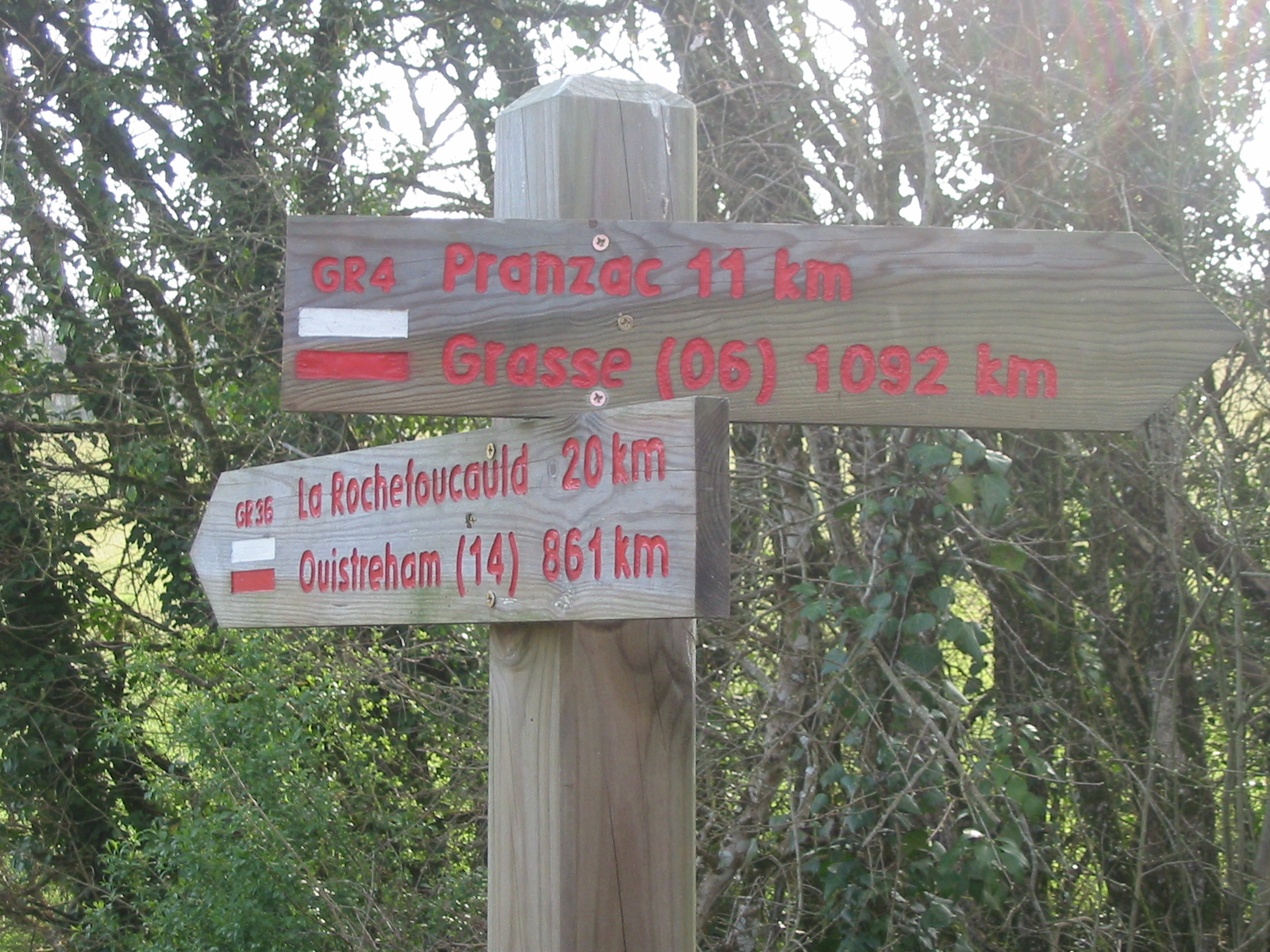
Wegekreuzung zwischen dem GR 4 und dem GR 36 am Westrand des Bois Blanc

Den nahe der Agglomeration von Angoulême gelegenen Domänenforst durchqueren mehrere Fernwanderwege. Darunter:
- der GR 36 vom Calvados nach den Pyrénées-Orientales
- der GR 4 von Royan nach Grasse
- der GRP Entre Angoumois et Périgord (vom Angoumois in den Périgord)

## Forsthäuser
In der  Forêt de Bois Blanc befinden sich zwei Forsthäuser – das Forsthaus Lac Coquet an der gleichnamigen Doline und das Forsthaus Bois Blanc an der ehemaligen Straße nach Montbron.